# Jake Roberts (editor)
Jake Roberts (Londres, 26 de abril de 1977) é um montador britânico. Foi indicado ao Oscar de melhor edição na edição de 2017 pelo filme Hell or High Water.

## Filmografia
- The Hitman's Bodyguard (2017)
- Trespass Against Us (2016)
- Hell or High Water (2016)
- Brooklyn (2015)
- Perfect Sense (2011)
- Stacked (2008)
- The Last Great Wilderness (2002)